# Хосе Алонсо (актор)
Хосе Алонсо Сепеда Паласіос (ісп. José Alonso Zepeda Palasios; більш відомий як Хосе Алонсо; нар. 18 листопада 1947, Мехіко) — мексиканський актор театру, кіно та телебачення.

## Життєпис
Хосе Алонсо Сепеда Паласіос народився 18 листопада 1947 року у Мехіко. Навчався у Школі театрального мистецтва Національного інституту витончених мистецтв та літератури у Мехіко. 1965 року дебютував у кіно та на телебаченні.
У 1967—1975 роках був одружений із акторкою Ірмою Лосано. 9 березня 1970 року у подружжя народилася донька Марія Ребека, яка також стала акторкою. Шлюб завершився розлученням.

## Вибрана фільмографія
| Рік  |   | Українська назва            | Оригінальна назва             | Роль                     |
| ---- | - | --------------------------- | ----------------------------- | ------------------------ |
| 1969 | ф | День Матері                 | El día de las madres          | Хуліо Камберос           |
| 1971 | ф | Правила гри                 | Las reglas del juego          | Габріель                 |
| 1971 | ф | Одного разу вночі           | Una vez en la noche           | Армандо                  |
| 1972 | с | Карета                      | El carruaje                   | Карлос                   |
| 1976 | с | Паралельні світи            | Mundos opuestos               | Хосе Альберто де ла Мора |
| 1978 | ф | У пастці                    | En la trampa                  | Оскар Карденас           |
| 1979 | ф | Вільне кохання              | Anor libre                    | Маріо                    |
| 1979 | ф | Марія у моєму серці         | María de mi corazón           | Пепе                     |
| 1980 | с | Колоріна                    | Colorina                      | Іван                     |
| 1982 | с | Габріель і Габріела         | Gabriel y Gabriela            | Габріель Реєс            |
| 1984 | ф | Мотель                      | Motel                         | Андрес Камарго           |
| 1985 | ф | Заборонений пляж            | Playa prohibida               | Карлос Куевас            |
| 1986 | с | Гора Страждання             | Monte Calvario                | Октавіо Монтеро          |
| 1987 | с | Шлях слави                  | Senda de gloria               | Ектор Монтеро            |
| 1987 | с | Ціна слави                  | El precio de fama             | Серхіо Феррер            |
| 1989 | с | Будинок в кінці вулиці      | La casa al finale de la calle | Бронскі                  |
| 1990 | ф | Домашнє завдання            | La tarea                      | Марсело                  |
| 1990 | ф | Сандіно                     | Sandino                       | Анастасіо Сомоса Гарсіа  |
| 1991 | с | Дотягнутися до зірки 2      | Alcanzar una estrella 2       | Леонардо Ласкураїн       |
| 1993 | ф | Брат Бартоломе де лас Касас | Fray Bartolome de las Casas   | Бартоломе де лас Касас   |
| 1995 | ф | Непокірні жінки             | Mujeres insumisas             | Феліпе Еспіріту          |
| 1997 | с | Вовчиця                     | La chacala                    | падре Ісая               |
| 2000 | с | Дядько Альберто             | Tío Alberto                   | Енріке Сотомайор         |
| 2000 | ф | Хроніка сніданку            | Crónica de un desayuno        | Педро                    |
| 2001 | ф | Сліпа спека                 | Blind Heat                    | Альберто                 |
| 2003 | с | Дочка садівника             | La hija del jardinero         | дон Фернандо Алькантара  |
| 2005 | с | Мачо                        | Machos                        | Габіно Моліна            |
| 2006 | с | Монте-Крісто                | Montecristo                   | Орасіо Діас Еррера       |
| 2009 | с | Темна пристрасть            | Pasión morena                 | Адольфо Руеда            |
| 2010 | с | Вкрадені життя              | Vidas robadas                 | Антоніо Фернандес Відаль |
| 2012 | с | Родина Рей                  | Los Rey                       | Педро Мальвідо           |

## Нагороди та номінації
Арієль
- 1978 — Найкращий актор (У пастці).
- 1992 — Номінація на найкращого актора (Домашнє завдання).
- 1993 — Номінація на найкращого актора (Брат Бартоломе де лас Касас).
- 1996 — Номінація на найкращого актора (Непокірні жінки).
- 2001 — Найкращий актор другого плану (Хроніка сніданку)[1].

TVyNovelas Awards
- 1987 — Номінація на найкращого лиходія (Гора Страждання).
- 1990 — Номінація на найкращого лиходія (Будинок в кінці вулиці).

Срібна богиня
- 1978 — Найкращий актор (Вільне кохання).